# Tom Glavine
Pour les articles homonymes, voir Glavine.

Thomas Michael Glavine (25 mars 1966 à Concord dans le Massachusetts) est un lanceur partant gaucher de la Ligue majeure de baseball qui a joué de 1987 à 2008 pour les Braves d'Atlanta et les Mets de New York. Il est élu au Temple de la renommée du baseball en 2014.
Au moment de prendre sa retraite, il était classé 3e parmi les lanceurs actifs en victoires (300 depuis le 5 août 2007) et 23e de l'histoire de la ligue majeure de baseball. Il échoue dans la poursuite du record de Warren Spahn pour le plus grand nombre de victoires pour un lanceur gaucher (363) et occupe, en date de 2010, le 4e rang avec 305 gains.
Il commence sa carrière avec les Braves d'Atlanta en 1987. Entre 1991 et 2002, l'équipe remporte la division Est de la Ligue nationale 11 fois de suite. Durant cette période, il gagne 124 parties et n'en perd que 58, remportant deux fois le trophée Cy Young recompensant le meilleur lanceur de la ligue. En 1991, il gagne 20 parties pour 11 défaites avec 192 retraits sur les prises. En 1998, il gagne à nouveau 20 matchs et n'en perd que 6, avec 157 retraits sur les prises.
En 1995, les Braves remportent la Série mondiale face aux Indians de Cleveland. Tom Glavine est élu joueur par excellence de la Série mondiale avec deux victoires, une moyenne de points mérités de 1,29 et 11 retraits sur des prises en 14 manches lancées.
Glavine n'est jamais entré à une partie comme lanceur de relève. Il a commencé 682 des 682 parties qu'il a disputées comme lanceur. Glavine est aussi classé 2e pour les amortis parmi les joueurs actifs. Seul Omar Vizquel, l'arrêt-court des Giants de San Francisco en compte plus. Il est classé 79e de l'histoire de la Ligue majeure pour cette catégorie statistique.

## Carrière
À l'université, Tom Glavine excelle dans deux sports différents : le hockey et le baseball. En 1984, il est sélectionné à la fois par les Braves d'Atlanta de la MLB (2e tour) et par les Kings de Los Angeles de la LNH (4e tour, 69e au total).

### Retour à Atlanta

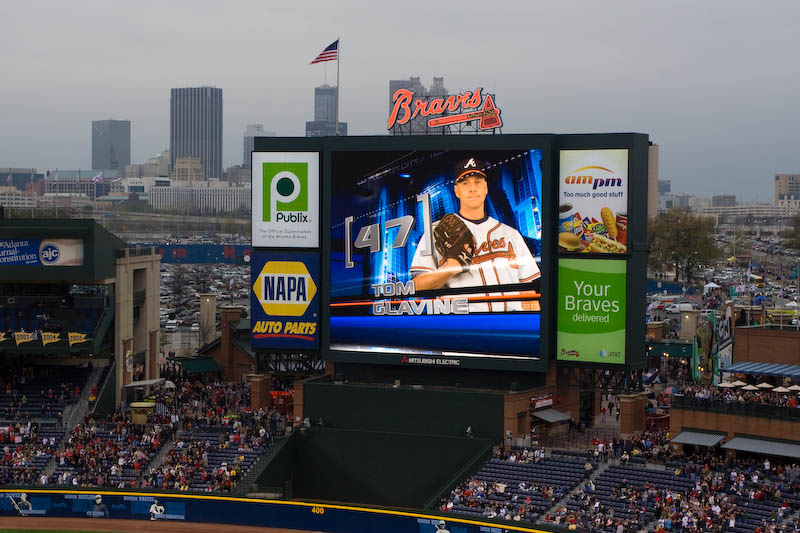
Tom Glavine est présenté aux partisans des Braves lors de son retour en 2008 à Atlanta.

Le 18 novembre 2007, Tom Glavine retourne chez les Braves avec un contrat pour une saison d'un montant de 8 millions de dollars.
Le 19 février 2009, Glavine renouvelle pour un an son contrat avec les Braves, paraphant une entente d'un million de dollars par saison, assortie de la possibilité de toucher jusqu'à 3,5 millions de dollars supplémentaires en bonis. Cependant, les Braves décidèrent de remercier Glavine le 3 juin, alors qu'il complétait un programme de remise en forme après avoir subi des opérations au coude et à l'épaule. La décision souleva un certain mécontentement, étant donné la longue association entre les Braves et leur lanceur. L'ancien coéquipier de Glavine, John Smoltz, qui avait quitté Atlanta au début de 2009 après 21 saisons pour les Braves, critiqua notamment son ancienne équipe.

## Palmarès
- Trophée Cy Young de la Ligue nationale : 1991, 1998.
- Joueur par excellence de la Série mondiale : 1995.
- Classé 24e pour les victoires en carrière.
- Classé 50e pour les défaites en carrière.
- Classé 28e pour les  retraits sur les prises en carrière.

## Après-carrière
Le 11 février 2010, Tom Glavine annonce sa retraite du baseball. Il a joué sa dernière partie en Ligue majeure le 14 août 2008. Il accepte un poste de conseiller spécial au président des Braves d'Atlanta John Schuerholz.

## Temple de la renommée
Tom Glavine été élu au Temple de la renommée du baseball en 2014, la première année de son admissibilité.